# El Caso: Crónica de sucesos
El Caso: Crònica de successos és una sèrie de televisió produïda per la productora Plano a Plano per a Televisió Espanyola. La sèrie narra diferents successos que van aparèixer o podrien haver aparegut en el famós setmanari El Caso. La idea original és de Fernando Guillén Cuervo, qui també protagonitza el repartiment. S'emeté en La 1 en 2016, amb només una temporada.

## Repartiment

### Repartiment principal
- Fernando Guillén Cuervo - Jesús Expósito García
- Verónica Sánchez - Clara López-Dóriga Sanchidrian

### Repartiment recurrent
- Antonio Garrido - Antonio Camacho
- Francisco Ortiz - Miguel Montenegro
- Fernando Cayo - Rodrigo Sánchez
- Gorka Lasaosa - Germán Castro
- Teresa Hurtado de Ory - Paloma García
- Daniel Pérez Prada - Aníbal de Vicente
- Ignacio Mateos - Aparicio Huesca
- Marc Clotet - Gerardo Zabaleta
- Raúl Teixó - Manuel Cabrera

#### Amb la col·laboració especial de
- Natalia Verbeke - Rebeca Martín
- María Casal - Laura López-Dóriga
- Carlos Manuel Díaz - Fernando López-Dóriga
- Blanca Apilánez - Margarita Moyano